# Ajou
Ajou [aʒu] ist ein Dorf und eine Commune déléguée in der französischen Gemeinde Mesnil-en-Ouche mit 255 Einwohnern (Stand 1. Januar 2022) im Département Eure in der Region Normandie (vor 2016 Haute-Normandie).
Mit Wirkung vom 1. Januar 2016 wurden sechzehn zuvor selbstständige Gemeinden aus dem ehemaligen Kanton Beaumesnil zu einer Commune nouvelle mit dem Namen Mesnil-en-Ouche zusammengelegt. Es waren dies: Ajou, La Barre-en-Ouche, Beaumesnil, Bosc-Renoult-en-Ouche, Épinay, Gisay-la-Coudre, Gouttières, Granchain, Jonquerets-de-Livet, Landepéreuse, La Roussière, Saint-Aubin-des-Hayes, Saint-Aubin-le-Guichard, Sainte-Marguerite-en-Ouche, Saint-Pierre-du-Mesnil und Thevray. Die Gemeinde Ajou gehörte zum Arrondissement Bernay und zum Kanton Bernay.

## Geografie
Ajou liegt in Nordfrankreich in der Landschaft Pays d’Ouche am Südwestrand des Départements Eure.

### Bevölkerungsentwicklung
| Jahr                       | 1962 | 1968 | 1975 | 1982 | 1990 | 1999 | 2006 | 2013 |
| -------------------------- | ---- | ---- | ---- | ---- | ---- | ---- | ---- | ---- |
| Einwohner                  | 193  | 182  | 182  | 242  | 220  | 217  | 238  | 255  |
| Quellen: Cassini und INSEE |      |      |      |      |      |      |      |      |

## Kultur und Sehenswürdigkeiten
- Kirche Notre-Dame in Ajou
- Kirche Saint-Côme oder Saint-Côme-et-Saint-Damien in Mancelles
- Kirche Saint-Aubin in Saint-Aubin-sur-Risle, seit 1955 Monument historique
- Schloss Saint-Aubin-sur-Risle

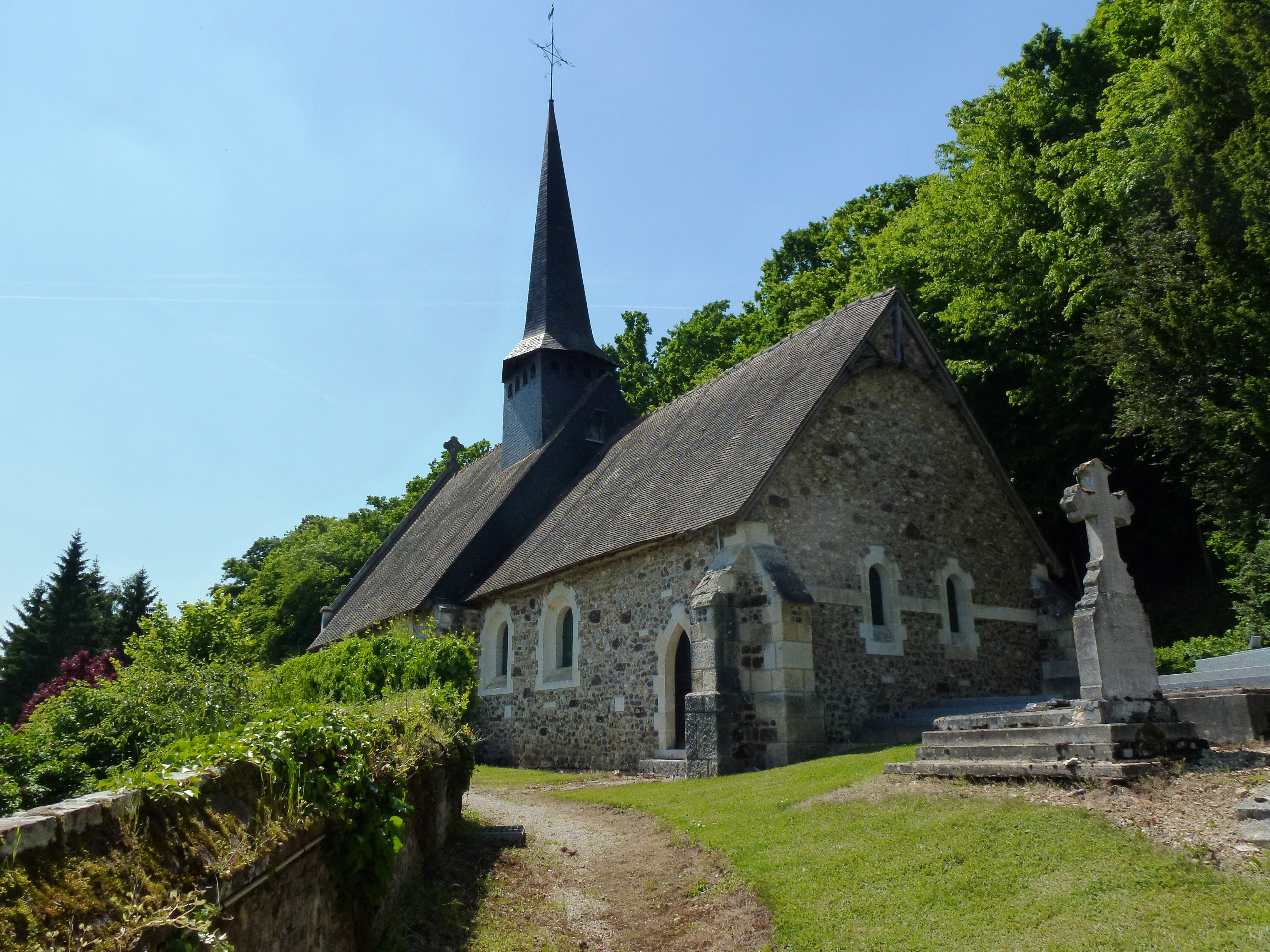
Kirche Notre-Dame
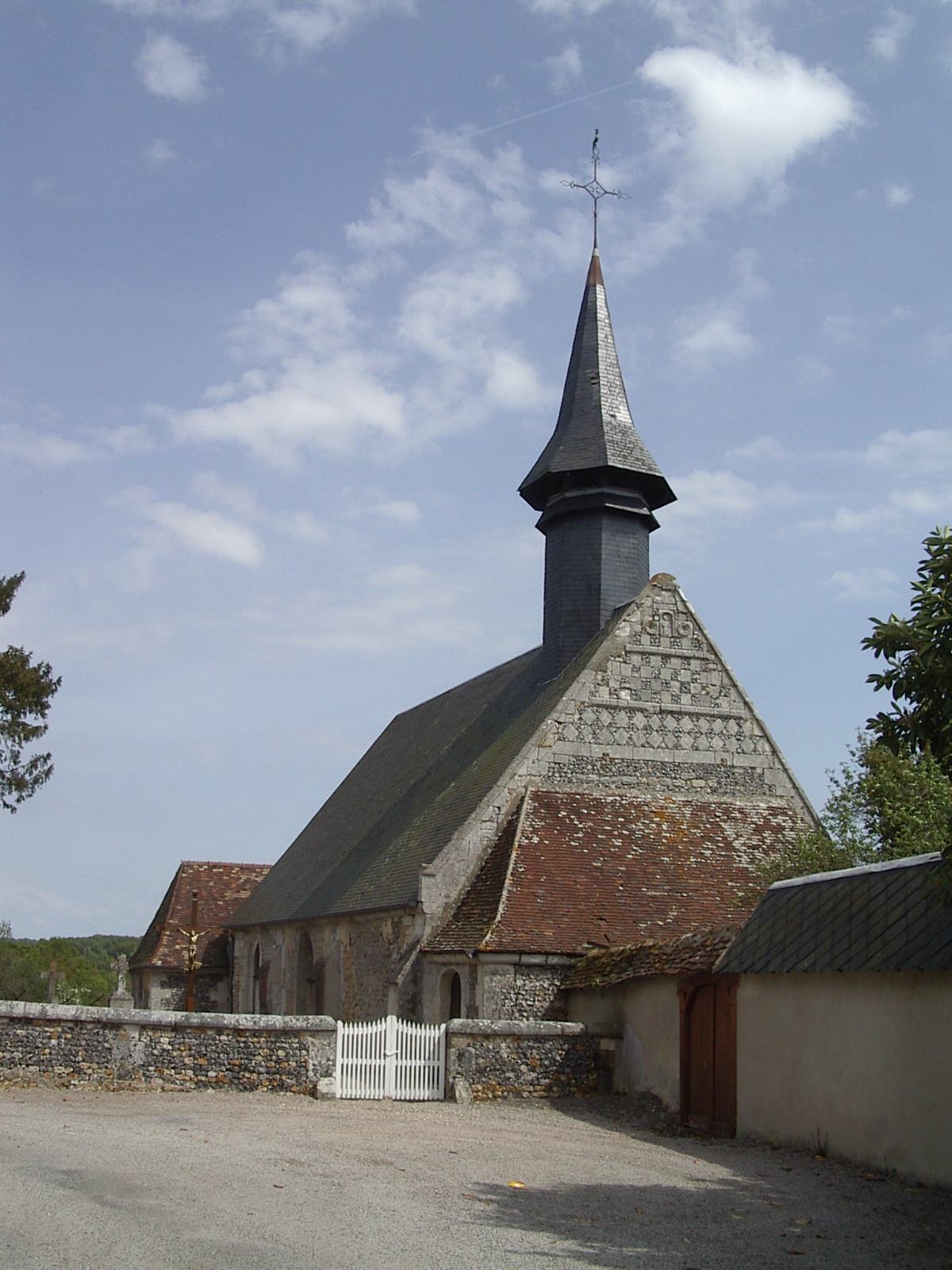
Kirche Saint-Côme-et-Saint-Damien
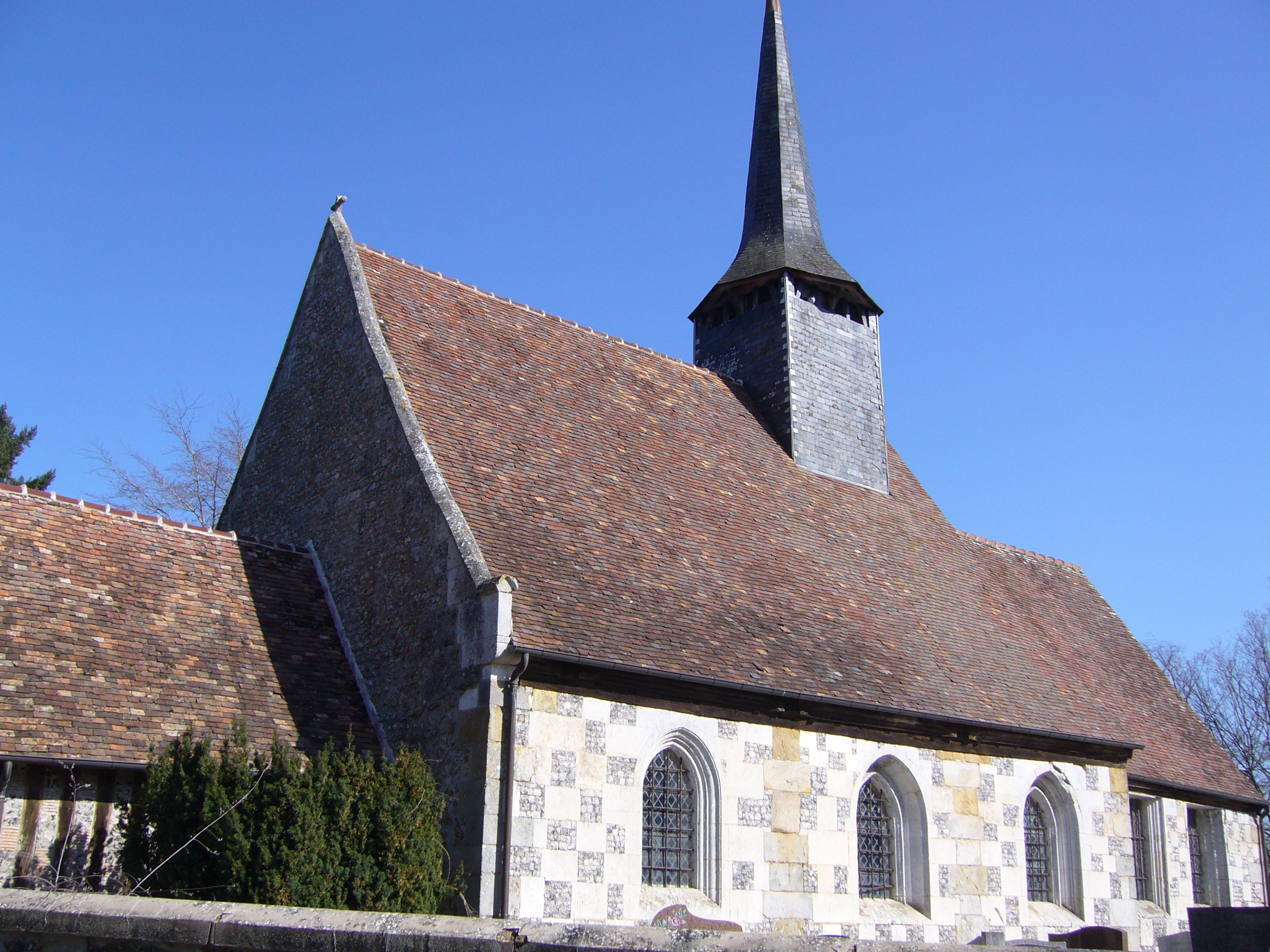
Kirche Saint-Aubin
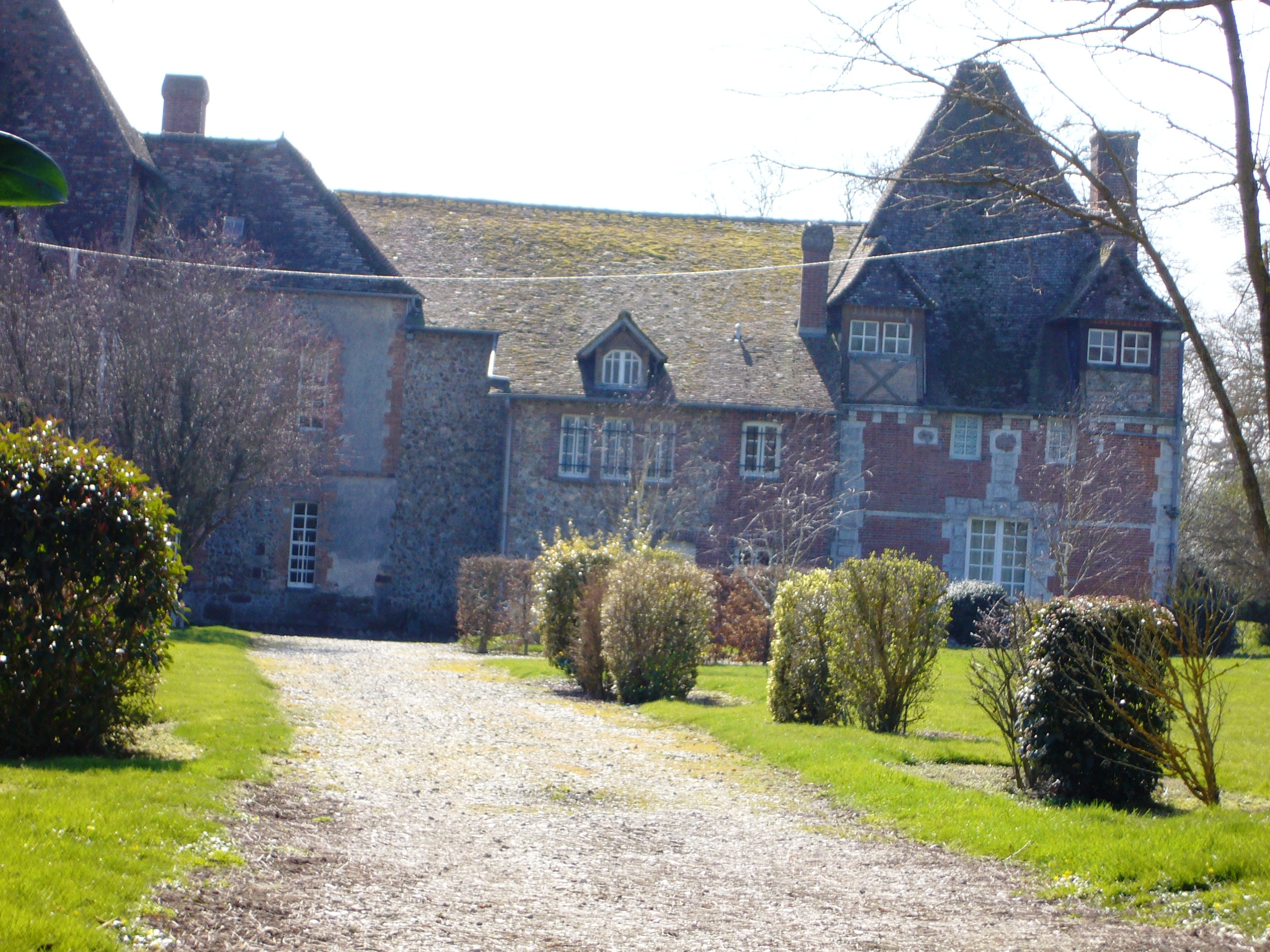
Schloss